# Matilde di Baviera
Matilde Ludovica di Baviera (Possenhofen, 30 settembre 1843 – Monaco di Baviera, 18 giugno 1925) nata duchessa in Baviera, fu principessa delle Due Sicilie e contessa di Trani per matrimonio.

## Biografia

### Infanzia
Matilde era figlia di Massimiliano Giuseppe in Baviera e di Ludovica di Baviera. Entrambi i genitori, tra di loro cugini, appartenevano alla dinastia dei Wittelsbach, ma la madre Ludovica apparteneva alla famiglia reale, in quanto figlia del re Massimiliano I Giuseppe, mentre il padre era membro di un ramo cadetto. Pertanto sia Matilde sia i suoi fratelli avevano il predicato dinastico "in Baviera", che li distingueva dai principi del ramo principale della loro famiglia cui spettava, invece, il predicato "di Baviera". Tuttavia, sia i principi di Baviera sia i duchi in Baviera avevano diritto allo stesso trattamento di Altezza reale.
Matilde nacque al castello di Possenhofen, la residenza estiva di suo padre, dove trascorse gran parte dell'infanzia insieme ai suoi fratelli e alle sue sorelle, crescendo in un clima relativamente disteso e lontano dal cerimoniale della corte bavarese.

### Matrimonio
Già all'epoca in cui esisteva il Regno di Napoli, furono organizzate le nozze tra Matilde e Luigi, conte di Trani, figlio del re Ferdinando II delle Due Sicilie e cognato di Maria Sofia. Il matrimonio si celebrò a Monaco il 5 giugno 1861 nella chiesa di Ognissanti.

### Crisi depressive
Come accadeva ad altri membri della sua famiglia, Matilde soffriva episodicamente di crisi depressive. Giocava un fattore ereditario, aggravato anche dai matrimoni tra consanguinei, ma anche lo stile di vita che le nobildonne conducevano: cameriere e bambinaie le sollevavano da qualunque incarico domestico cosicché le vuote giornate potevano risultare alquanto tediose.
La vita di Matilde era in fondo quella comune di tantissimi nobili senza un incarico ben preciso: viaggiava, si recava in località termali o dai genitori e parenti. Sua compagna di viaggio era Maria Sofia, esiliata come lei.
Quando ebbe la prima e unica figlia, Maria Teresa, divennero frequenti gli incontri con la sorella Sissi e sua figlia Maria Valeria. Tra le due cugine c'erano pochi anni di differenza e da compagne di giochi nell'infanzia rimasero legate per tutta la vita.
Sono rimaste nell'archivio di Stato degli Hohenzollern a Sigmaringen molte lettere di Maria Teresa inviate al padre o alla madre, che conducevano una vita separata.

### Vedovanza
L'8 giugno 1886 a Parigi a 48 anni morì Luigi di Trani. Si parlò di suicidio ma ancora oggi non esiste una notizia certa. Matilde e la figlia rimasero a vivere a Baden-Baden, dove la principessa fu allieva del collegio Vittoria di Schloberg.

### Morte
Gli ultimi anni di vita della contessa furono molto diversi rispetto al periodo dei grandi viaggi. In Germania e in Austria non c'era più la monarchia e finì confiscata gran parte dei beni di famiglia. Pertanto, sia Matilde sia Maria Sofia dovettero cercare di risparmiare il più possibile.
Tra il 1923 e il 1924, Matilde ebbe un incidente e il ricovero in clinica. Qui le venne applicato un apparecchio e fu sottoposta ad esercizi riabilitativi per le gambe.
Tra tutti i fratelli, la contessa fu l'ultima a morire. Venne sepolta nel cimitero di Monaco, accanto alla sua dama di corte Nelly von Schmidt.

## Discendenza
Luigi e Matilde ebbero un'unica figlia:
- Maria Teresa di Borbone-Due Sicilie (Zurigo, 15 gennaio 1867-Cannes, 1º marzo 1909).

Dopo che Maria Teresa, sposata al principe ereditario Guglielmo di Hohenzollern-Sigmaringen, rese nonna tre volte Matilde, fu colpita di nuovo da una malattia del midollo spinale di cui aveva già sofferto da bambina. Probabilmente oggi si parlerebbe di sclerosi multipla. La paralisi andò sempre peggiorando finché si spense il 1º marzo 1909 a Cannes, assistita fino all'ultimo dalla madre.
Della figlia le restarono i tre nipoti: Augusta Vittoria (n. 19 agosto 1890) e i gemelli Federico Vittorio e Francesco Giuseppe (n. 30 agosto 1891).
Guglielmo si risposò con la principessa Adelgonda di Baviera.

## Ascendenza
|                                  |                                            |                                          | Genitori                                                   |  |  | Nonni |  |  | Bisnonni             |  |  | Trisnonni                         |  |
|                                  |                                            |                                          |                                                            |  |  |       |  |  | Guglielmo in Baviera |  |  | Giovanni di Birkenfeld-Gelnhausen |  |
|                                  |                                            |                                          |                                                            |  |  |       |  |  | Guglielmo in Baviera |  |  | Giovanni di Birkenfeld-Gelnhausen |  |
|                                  |                                            | Sofia Carlotta di Salm-Dhaun             |                                                            |  |  |       |  |  | Guglielmo in Baviera |  |  |                                   |  |
| Pio Augusto in Baviera           |                                            |                                          |                                                            |  |  |       |  |  | Guglielmo in Baviera |  |  |                                   |  |
|                                  |                                            | Maria Anna di Zweibrücken-Birkenfeld     | Federico Michele di Zweibrücken-Birkenfeld                 |  |  |       |  |  |                      |  |  |                                   |  |
|                                  |                                            | Maria Anna di Zweibrücken-Birkenfeld     | Federico Michele di Zweibrücken-Birkenfeld                 |  |  |       |  |  |                      |  |  |                                   |  |
|                                  |                                            | Maria Anna di Zweibrücken-Birkenfeld     | Maria Francesca del Palatinato-Sulzbach                    |  |  |       |  |  |                      |  |  |                                   |  |
| Massimiliano Giuseppe in Baviera |                                            | Maria Anna di Zweibrücken-Birkenfeld     |                                                            |  |  |       |  |  |                      |  |  |                                   |  |
|                                  |                                            | Luigi Maria di Arenberg                  | Carlo Maria Raimondo d'Arenberg                            |  |  |       |  |  |                      |  |  |                                   |  |
|                                  |                                            | Luigi Maria di Arenberg                  | Carlo Maria Raimondo d'Arenberg                            |  |  |       |  |  |                      |  |  |                                   |  |
|                                  |                                            | Luigi Maria di Arenberg                  | Louise Margarete de la Marck-Schleiden, Contessa di Vardes |  |  |       |  |  |                      |  |  |                                   |  |
| Amalia Luisa di Arenberg         |                                            | Luigi Maria di Arenberg                  |                                                            |  |  |       |  |  |                      |  |  |                                   |  |
|                                  |                                            | Marie Adélaïde Julie de Mailly           | Louis Joseph de Mailly, Marchese of Nesle                  |  |  |       |  |  |                      |  |  |                                   |  |
|                                  |                                            | Marie Adélaïde Julie de Mailly           | Louis Joseph de Mailly, Marchese of Nesle                  |  |  |       |  |  |                      |  |  |                                   |  |
|                                  |                                            | Marie Adélaïde Julie de Mailly           | Adélaïde Julie d'Hautefort                                 |  |  |       |  |  |                      |  |  |                                   |  |
| Matilde di Baviera               |                                            | Marie Adélaïde Julie de Mailly           |                                                            |  |  |       |  |  |                      |  |  |                                   |  |
|                                  | Federico Michele di Zweibrücken-Birkenfeld | Cristiano III del Palatinato-Zweibrücken |                                                            |  |  |       |  |  |                      |  |  |                                   |  |
|                                  | Federico Michele di Zweibrücken-Birkenfeld | Cristiano III del Palatinato-Zweibrücken |                                                            |  |  |       |  |  |                      |  |  |                                   |  |
|                                  | Federico Michele di Zweibrücken-Birkenfeld | Carolina di Nassau-Saarbrücken           |                                                            |  |  |       |  |  |                      |  |  |                                   |  |
| Massimiliano I di Baviera        | Federico Michele di Zweibrücken-Birkenfeld |                                          |                                                            |  |  |       |  |  |                      |  |  |                                   |  |
|                                  |                                            | Maria Francesca di Sulzbach              | Giuseppe Carlo del Palatinato-Sulzbach                     |  |  |       |  |  |                      |  |  |                                   |  |
|                                  |                                            | Maria Francesca di Sulzbach              | Giuseppe Carlo del Palatinato-Sulzbach                     |  |  |       |  |  |                      |  |  |                                   |  |
|                                  |                                            | Maria Francesca di Sulzbach              | Elisabetta Augusta Sofia del Palatinato-Neuburg            |  |  |       |  |  |                      |  |  |                                   |  |
| Ludovica di Baviera              |                                            | Maria Francesca di Sulzbach              |                                                            |  |  |       |  |  |                      |  |  |                                   |  |
|                                  |                                            | Carlo Luigi di Baden                     | Carlo Federico di Baden                                    |  |  |       |  |  |                      |  |  |                                   |  |
|                                  |                                            | Carlo Luigi di Baden                     | Carlo Federico di Baden                                    |  |  |       |  |  |                      |  |  |                                   |  |
|                                  |                                            | Carlo Luigi di Baden                     | Carolina Luisa d'Assia-Darmstadt                           |  |  |       |  |  |                      |  |  |                                   |  |
| Carolina di Baden                |                                            | Carlo Luigi di Baden                     |                                                            |  |  |       |  |  |                      |  |  |                                   |  |
|                                  |                                            | Amalia d'Assia-Darmstadt                 | Luigi IX d'Assia-Darmstadt                                 |  |  |       |  |  |                      |  |  |                                   |  |
|                                  |                                            | Amalia d'Assia-Darmstadt                 | Luigi IX d'Assia-Darmstadt                                 |  |  |       |  |  |                      |  |  |                                   |  |
|                                  |                                            | Amalia d'Assia-Darmstadt                 | Carolina del Palatinato-Zweibrücken-Birkenfeld             |  |  |       |  |  |                      |  |  |                                   |  |
|                                  |                                            | Amalia d'Assia-Darmstadt                 |                                                            |  |  |       |  |  |                      |  |  |                                   |  |

## Titoli e trattamento
- 30 settembre 1843 – 5 giugno 1861: Sua Altezza Reale, la duchessa Matilde in Baviera
- 5 giugno 1861 – 8 giugno 1886: Sua Altezza Reale, la principessa Matilde delle Due Sicilie, contessa di Trani, duchessa in Baviera
- 8 giugno 1886 – 18 giugno 1925: Sua Altezza Reale, la principessa Matilde delle Due Sicilie, contessa vedova di Trani, duchessa in Baviera